# Boeckella shieli
Boeckella shieli é uma espécie de crustáceo da família Centropagidae.
É endémica da Austrália.